# Hemorrhois
Hemorrhois – rodzaj węży z podrodziny Colubrinae w rodzinie połozowatych (Colubridae).

## Zasięg występowania
Rodzaj obejmuje gatunki występujące w Hiszpanii, Portugalii, Gibraltarze, we Włoszech (Sardynia, Pantelleria), w Grecji, na Cyprze, w Turcji, Rosji, Kazachstanie, Uzbekistanie, Kirgistanie, Chinach, Mongolii, Tadżykistanie, Turkmenistanie, Afganistanie, Pakistanie, Iranie, Azerbejdżanie, Gruzji, Armenii, Iraku, Syrii, Libanie, Jordanii, Izraelu, Egipcie, Libii, Tunezji, Algierii, Maroku, Saharze Zachodniej i Mauretanii.

## Systematyka

### Etymologia
- Hemorrhois (Haemorrhois): gr. αἱμορροις haimorrhois, αἱμορροιδoς haimorrhoidos „hemoroidy”[4].
- Periops: gr. περι peri „wkoło, dookoła”; ωψ ōps, ωπος ōpos „wygląd”[3]. Gatunek typowy: Coluber hippocrepis Linnaeus, 1758.

### Podział systematyczny
Do rodzaju należą następujące gatunki: 
- Hemorrhois algirus (Jan, 1863)
- Hemorrhois hippocrepis (Linnaeus, 1758)
- Hemorrhois nummifer (Reuss, 1834)
- Hemorrhois ravergieri (Ménétries, 1832)